# Tigrioides aureolata
Tigrioides aureolata là một loài bướm đêm thuộc phân họ Arctiinae, họ Erebidae.